# Linksendliche Menge
Eine linksendliche Menge ist eine Teilmenge der rationalen Zahlen, die für jedes {\displaystyle k\in \mathbb {Q} } nur endlich viele Elemente {\displaystyle x} mit {\displaystyle x<k} enthält. Linksendliche Mengen werden zur Definition des Levi-Civita-Körpers benötigt.

## Definition
Eine Menge {\displaystyle M\subset \mathbb {Q} } heißt linksendlich genau dann, wenn {\displaystyle \forall k\in \mathbb {Q} :|\{x\in M:x<k\}|<\infty } gilt. Dabei bezeichnet {\displaystyle |\cdot |} die Mächtigkeit einer Menge. Äquivalent dazu:  {\displaystyle M} ist entweder endlich oder ordnungsisomorph zu den natürlichen Zahlen.

## Beispiele
- Jede endliche Menge ist linksendlich.
- die Menge der natürlichen Zahlen ist linksendlich, obwohl sie unendlich viele Elemente enthält.

### Gegenbeispiele
- Die Menge der ganzen Zahlen ist nicht linksendlich.

## Eigenschaften
- Die Elemente einer linksendlichen Menge können bezüglich ihrer Ordnungsrelation aufsteigend angeordnet werden.
- Jede nicht-leere linksendliche Menge {\displaystyle M} (d. h. {\displaystyle M} ist linksendlich und {\displaystyle M\neq \emptyset }) hat ein Minimum.
- Die Vereinigungsmenge und die Schnittmenge von zwei linksendlichen Mengen sind wieder linksendliche Mengen.
- Eine Teilmenge einer linksendlichen Menge ist auch linksendlich.
- Sind {\displaystyle M} und {\displaystyle N} zwei linksendliche Mengen, so ist die Menge {\displaystyle M+N:=\{m+n|m\in M,n\in N\}} auch linksendlich.